# Trigonidium acuminatum
Trigonidium acuminatum är en orkidéart som beskrevs av James Bateman och John Lindley. Trigonidium acuminatum ingår i släktet Trigonidium och familjen orkidéer. Inga underarter finns listade i Catalogue of Life.

## Bildgalleri

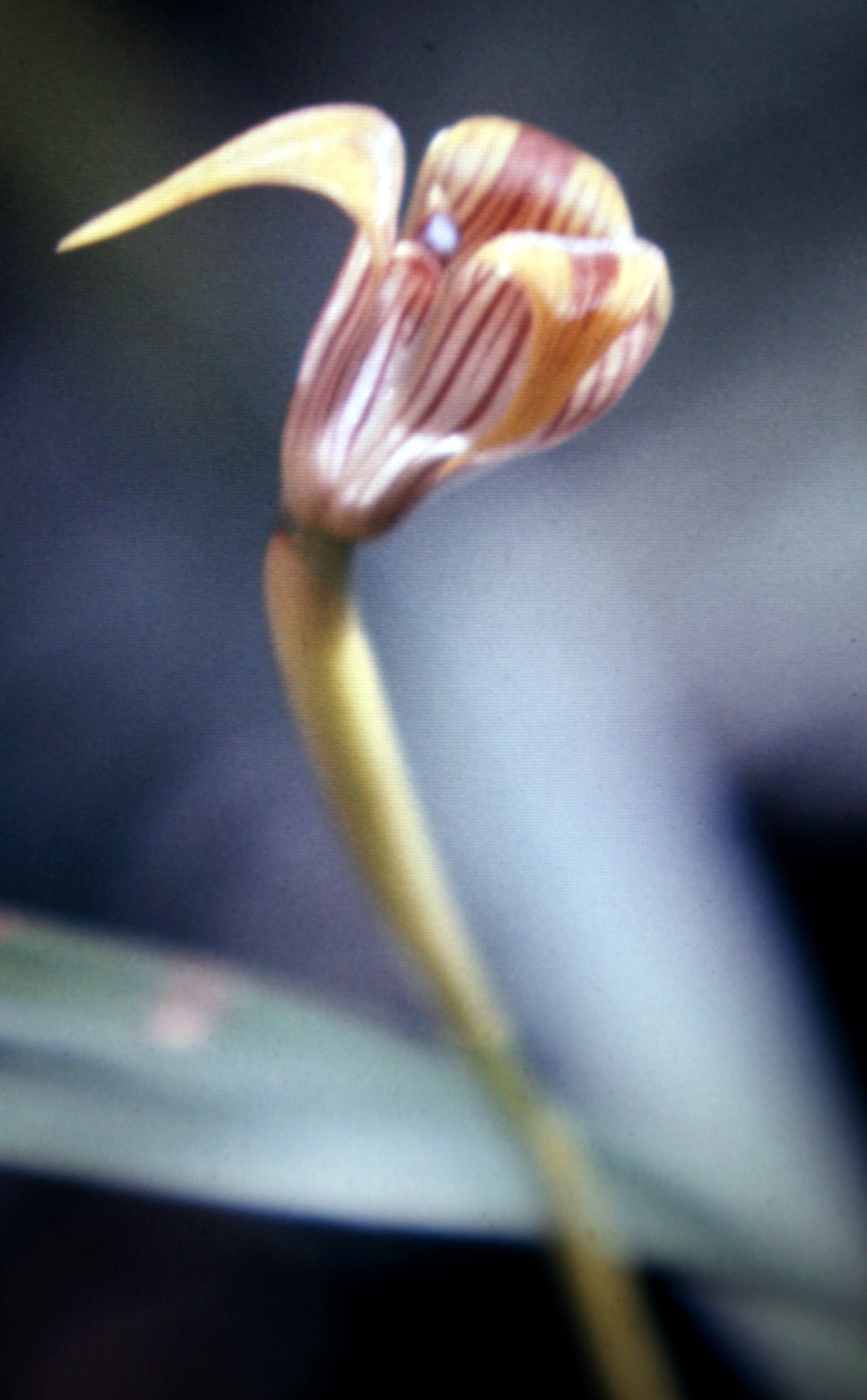
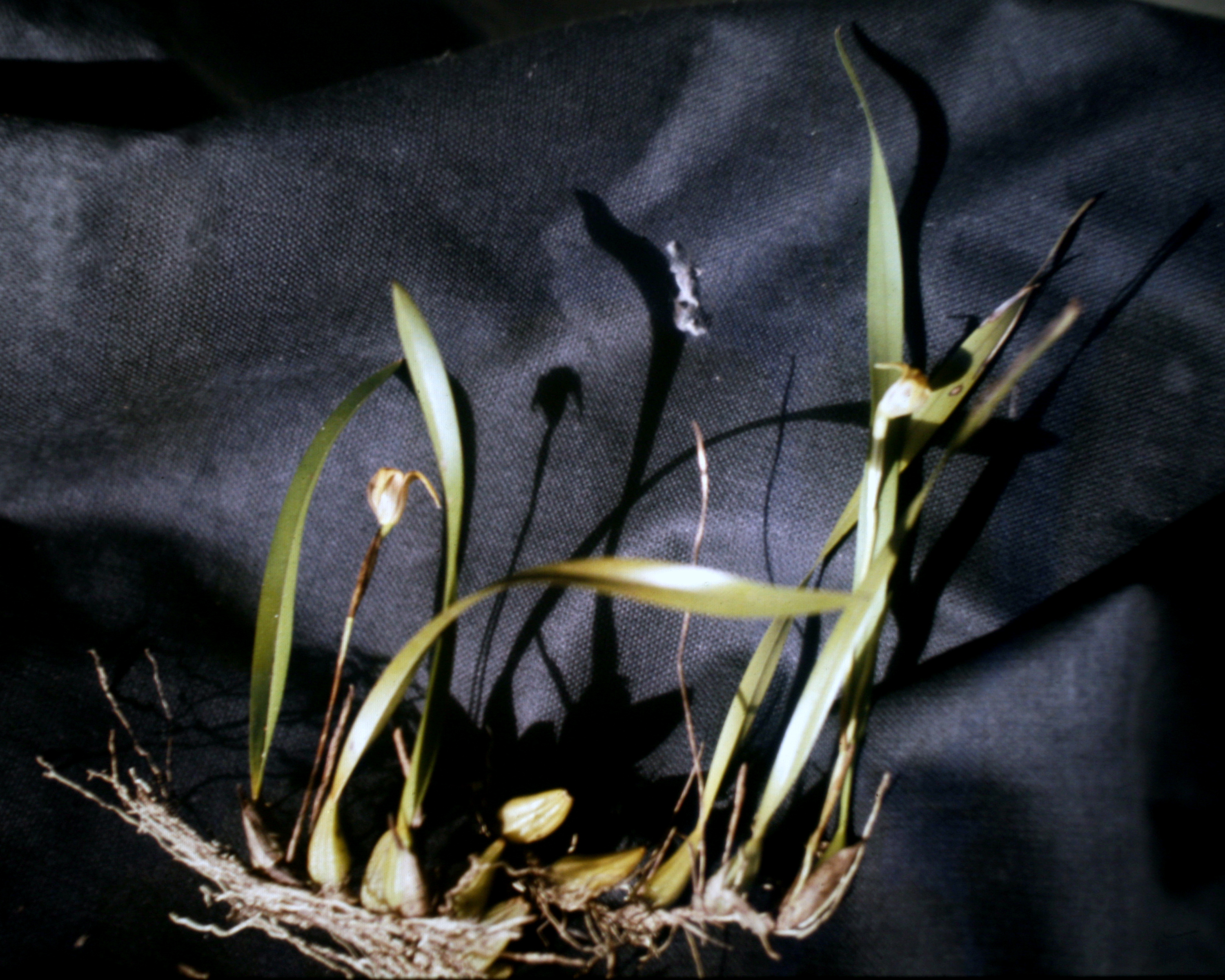